# John L. Kelley
Pour les articles homonymes, voir John Kelley et Kelley.
John Leroy Kelley (6 décembre 1916 au Kansas – 26 novembre 1999 à Oakland (Californie)) est un mathématicien américain qui travaillait à l'université de Californie à Berkeley, en topologie générale et en analyse fonctionnelle
Son traité de 1952, General Topology, est un ouvrage de référence largement utilisé au niveau maîtrise, édité trois fois et traduit en plusieurs langues. Un appendice expose une approche de la théorie axiomatique des ensembles nouvelle à l'époque et aujourd'hui nommée la théorie des ensembles de Morse-Kelley, construite à partir de celle de von Neumann-Bernays-Gödel.

## Biographie
Après un B. A. (1936) et un M. A. (1937) à l'université de Californie à Los Angeles, Kelley a étudié à l'université de Virginie, où il a obtenu en 1940 un Ph. D., sous la direction de Gordon Thomas Whyburn, un étudiant de Robert Lee Moore. Il a enseigné à l'université Notre-Dame jusqu'à ce qu'éclate la Seconde Guerre mondiale. De 1942 à 1945, il a fait des mathématiques pour l'effort de guerre (principalement de la balistique, y compris pour la bombe atomique) au centre d'essais d'Aberdeen (Maryland), dans la même équipe que ses  collègues ultérieurs à Berkeley Anthony Morse (en) et Charles Morrey (en). Il a enseigné à l'université de Chicago en 1946-47, puis à Berkeley jusqu'à sa retraite en 1985. Il a dirigé le département de mathématiques de Berkeley en 1957-60 et 1975-80. Il a été professeur invité à Cambridge et à l'Institut indien de technologie de Kanpur.
En 1950, au début du maccarthysme, Kelley fut l'un des vingt-neuf professeurs titulaires de Berkeley (dont trois au département de mathématiques) renvoyés pour avoir refusé de signer un « serment de loyauté » rédigé par le conseil d'administration de l'université de Californie. Il enseigna alors à l'université Tulane et à l'université du Kansas. Il put retourner à Berkeley en 1953, la Cour suprême de Californie ayant déclaré ce serment non constitutionnel, et il œuvra auprès de l'université pour qu'on réembauche les autres professeurs renvoyés. Par la suite, il s'opposa ouvertement à la Guerre du Viêt Nam.
Kelley avait le goût d'enseigner, bien au-delà des cours de niveau supérieur en mathématiques : en 1960, il prit un congé pour assumer la fonction de National Teacher dans la série de cours télévisés Continental Classroom de la NBC ; il fut aussi un membre actif du School Mathematics Study Group, un groupe de réflexion sur l'enseignement des mathématiques, qui joua dans ce cadre un rôle important dans la conception et la mise en œuvre des « mathématiques modernes ». En 1964, il amena son département à introduire une nouvelle unité d'enseignement appelée « Mathématiques pour les enseignants », dont il dispensa par la suite l'un des cours principaux. Cet investissement a culminé par l'écriture avec Donald Richert, en 1970, d'un ouvrage sur ce sujet. En 1977-78, il fut membre de la Commission américaine sur l'enseignement des mathématiques.

## Sélection de publications
- (avec Edward J. McShane et Franklin V. Reno), Exterior ballistics, The University of Denver Press, 1953, Review
- General Topology, UTP, 1952, van Nostrand, 1955, Springer, coll. « GTM » (no 27), 1975  (ISBN 978-0-387-90125-1)
- (avec Isaac Namioka et al.), Linear Topological Spaces, van Nostrand, 1963
- (avec Donald Richert), Elementary Mathematics for Teachers, 1970  (ISBN 978-0816246540)